# Гринуолт, Кроуфорд
Кроуфорд Холлок "Грини" Гринуолт-младший (англ. Crawford Hallock "Greenie" Greenewalt Jr.; 3 июня 1937, Уилмингтон — 4 мая 2012, Хокессин, Делавэр или Уилмингтон) — американский классический археолог, специалист по Лидии.
Доктор философии (1966), эмерит-профессор Калифорнийского университета в Беркли, где преподавал с 1966 года. Член Американского философского общества. Удостоился Berkeley Citation, а также Bandelier Award. В 1976—2007 годах заведовал раскопками в Сардах в западной Турции, на центральную роль его в коих в целом указывают. Являлся куратором Phoebe A. Hearst Museum of Anthropology.
Внук Mary Hallock-Greenewalt.
Из династии Дюпонов; сын Crawford Greenewalt (в честь которого получил и свое имя), президента E. I. du Pont de Nemours & Company в 1948-1962 годах. Уже с восьми лет Грини заинтересовался античностью.
Окончил Гарвардский колледж (бакалавр B.A., 1959). Степень доктора философии получил в Пенсильванском университете, с дисс. о лидийской керамике. Проводил раскопки в Гордионе в Турции под началом руководителя своей диссертации Rodney Young (archaeologist). С 1966 года преподавал классику в Беркли. С 2010 года в отставке. Членкор Немецкого и Австрийского археологических институтов. Под его началом подготовлено много докторских диссертаций. Являлся любителем оперы. Умер от опухоли мозга.
Более полувека проводил раскопки на обширном археологическом участке в Сардах в западной Турции, последний царь которых Крез (ум. 547 г. до н. э.) прославился своим богатством. Присоединился к раскопкам в качестве их первого официального фотографа в 1959 году, сразу после окончания Гарварда, после чего возвращался в Сарды каждое лето, сначала в качестве участника раскопок, а в 1976—2007 годах же — директор археологической экспедиции (затем эмерит). Проводил также раскопки вместе с Экремом Акургалом. Свободно владел турецким языком.
Автор монографии «Ritual Dinners in Early Historic Sardis» (1978).
Опубликовал почти сто статей и эссе, главным образом по археологии Лидии, в особенности о лидийской и восточногреческой керамике. Публиковался в Bulletin and Annual of the American Schools of Oriental Research, American Journal of Archaeology, Türk Arkeoloji Dergesi.